# Аль-Кахф
Аль-Кахф (араб. الكهف — Пещера) — восемнадцатая сура Корана. Сура мекканская, за исключением аятов 38, 83-101, которые были ниспосланы в Медине.  Состоит из 110 аятов.

## Содержание
Сура начинается с вознесения хвалы Аллаху Всевышнему за то, что он ниспослал Коран, содержащий предупреждение, увещевание и доброе возвещение. В данной суре приводится рассказ о людях (Асхаб аль-Кахф), которые были воскрешены, после того как уснули и пробыли в пещере больше трёхсот лет (сюжет общий с Семью отроками Эфесскими в христианстве). Эти люди были верующими, убежавшими от правителя, преследовавшего их за их веру, и пролежавшими в пещере все это время. Затем они были воскрешены, что является знамением, подтверждающим могущество Аллаха в воскрешении после смерти.
Далее в суре рассказывается о Мусе и богобоязненном рабе Аллаха, которому Аллах даровал знания. В суре упоминается о Зу-ль-Карнайне, который прибыл на крайний восток и воздвиг там преграду.

Хвала Аллаху, Который ниспослал Своему рабу Писание и не допустил в нём кривды, ۝ и сделал его правильным, чтобы он предостерёг от тяжких мучений от Него и сообщил верующим, которые совершают праведные деяния, благую весть о том, что им уготована прекрасная награда, ۝ в которой они пребудут вечно, ۝ и чтобы он предостерёг тех, которые говорят: «Аллах взял Себе сына». ۝ Ни они, ни их отцы не обладают знанием об этом. Тяжки слова, выходящие из их ртов. Они говорят одну только ложь. ۝ Ты можешь погубить себя от скорби по их следам (скорбя о том, что они отворачиваются от истины), если они не уверуют в это повествование? ۝ Воистину, всё, что есть на земле, Мы сделали украшением для неё, чтобы испытать людей и выявить, чьи деяния окажутся лучше. ۝ Воистину, всё, что есть на земле, Мы превратим в безжизненный песок.
— Коран 18:1—8 (Кулиев)